# Epstein didn’t kill himself

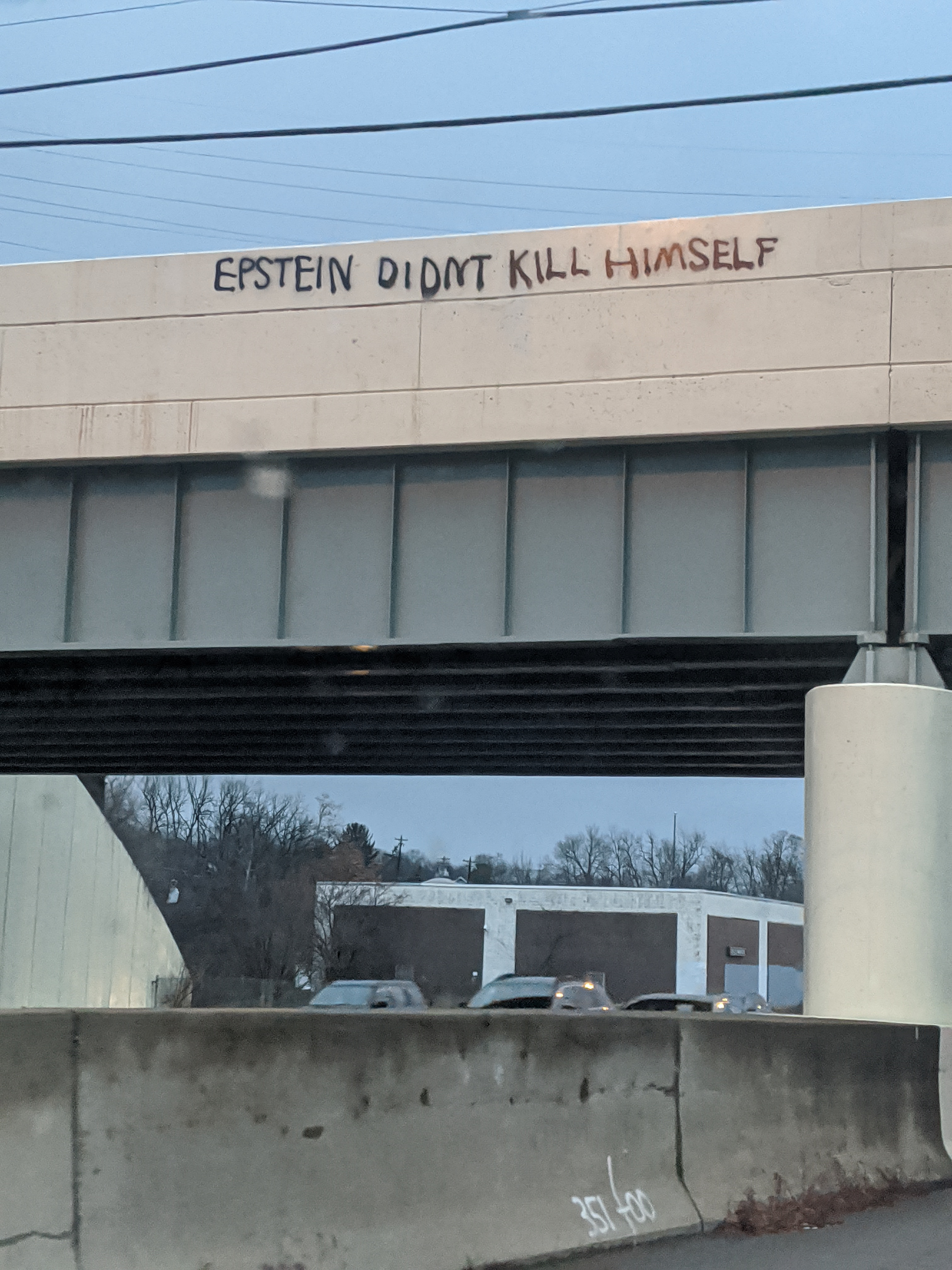
Graffito an einer Überführung der Interstate 71N in Cincinnati, Ohio (2019)

Der Satz Epstein didn’t kill himself (englisch für „Epstein hat sich nicht selbst getötet“) steht für die These, der US-amerikanische Finanzier und Sexualstraftäter Jeffrey Epstein habe nicht wie offiziell dargestellt Suizid begangen, sondern sei in seiner Gefängniszelle ermordet worden, um seine Aussagen vor Gericht zu verhindern. Die teilweise als Verschwörungstheorie angesehene Behauptung verbreitete sich schnell in den sozialen Medien und gilt als Internetphänomen.

## Hintergrund
Am 10. August 2019 wurde der US-amerikanische Finanzier und verurteilte Sexualstraftäter Jeffrey Epstein tot in seiner Gefängniszelle im Metropolitan Correctional Center aufgefunden. Dort wartete er auf den Prozess bezüglich neuer Anklagen wegen Menschenhandels. Laut der offiziellen Erklärung der Rechtsabteilung des Federal Bureau of Prisons „wurde er zur Behandlung lebensbedrohlicher Verletzungen in ein örtliches Krankenhaus gebracht und anschließend vom Krankenhauspersonal für tot erklärt“. Der New Yorker Gerichtsmediziner stufte Epsteins Tod als Suizid ein.
Die Anwälte von Epstein fochten diese Schlussfolgerung an und leiteten eigene Ermittlungen ein. Epsteins Bruder Mark beauftragte den Pathologen Michael Baden mit der Überwachung der Obduktion. Ende Oktober gab Baden bekannt, dass die Ergebnisse seiner Meinung nach eher auf eine fremdverschuldete Strangulation als auf Suizid hindeuten würden. Sowohl das FBI als auch der Generalinspekteur des US-Justizministeriums untersuchten die Umstände seines Todes. Die diensthabenden Wächter wurden später wegen Verschwörung und Aktenfälschung angeklagt.
Aufgrund der Verstöße der Wärter gegen die Aufsichtspflicht in der Nacht seines Todes, der angeblich versehentlichen Löschung des Überwachungsvideos von Epsteins erstem Suizidversuch in seiner Zelle im Juli 2019 und des Umstandes, dass die Sicherung dieser Videoaufnahme aufgrund eines technischen Fehlers nicht mehr abrufbar sei, in Verbindung mit Epsteins behauptetem kompromittierendem Wissen über einflussreiche Persönlichkeiten, entstanden Zweifel daran, dass er sich selbst getötet hat.
Die New York Times wertete 2000 bislang unbekannte Dokumente aus, zeichnete in einem im November 2021 erschienenen Bericht die letzten 36 Tage von Epstein nach. Darin kamen sie zum Ergebnis, dass Epstein ein Manipulator war, der das Gefängnispersonal und alle Experten täuschte, dass er nicht vorhabe, sich umzubringen. Nur weil er seine Rolle so perfekt spielte, sei es zu den entscheidenden Fehlern und Überwachungslücken gekommen, die ihm den Suizid ermöglichten. Auch soll er bereits vier Wochen vor dem Tod einen Suizidversuch unternommen haben. Eine Untersuchungskommission des Justizministeriums stellte im Juni 2023 fest, dass der Selbstmord auf „eine Kombination von Nachlässigkeit, Fehlverhalten und komplettem Versagen am Arbeitsplatz“, zurückzuführen sei. Inzwischen wurde das Gefängnis geschlossen. Der Bericht bestätigte frühere Untersuchungen, dass es sich um einen Tod ohne Fremdeinwirkung gehandelt habe.

## Überblick
Die zentrale Idee des Memes ist es, den Satz „Epstein didn’t kill himself“ in unerwarteten Zusammenhängen zu zitieren. Der Satz tauchte auf Schildern und bemalten Körpern bei Fernseh-Sportübertragungen auf. Mehrere Personen fügten den Satz ohne offensichtlichen Zusammenhang am Ende von Interviews ein. Ricky Gervais erwähnte die Hypothese während seiner Eröffnungsrede der Golden Globe Awards 2020. Es wird auf allen Seiten des politischen Spektrums verwendet, ohne dass sich die Verwender über die Einzelheiten von Epsteins Tod einig wären. Verschwörungstheoretiker sehen insbesondere Donald Trump und Bill Clinton als Hintermänner für Epsteins Tod, ohne dass es stichhaltige Hinweise für deren Beteiligung gibt.